# Diversibipalium multilineatum
Espèce
Diversibipalium multilineatum est une espèce de vers plats terrestres du genre Diversibipalium et de la famille des Geoplanidae (sous-famille des Bipaliinae).
C'est une espèce envahissante de grande taille, originaire du Japon, maintenant présente dans plusieurs pays européens.

## Description
Diversibipalium multilineatum a une longueur de 15 cm à  30 cm quand il est adulte, les jeunes étant nécessairement plus petits. De couleur ocre clair, le dos porte cinq bandes longitudinales espacées uniformément. La tête présente une ligne noire médiane en forme de « point d'exclamation » et le cou n’est pas sombre, ces deux caractéristiques permettant de le différencier de Bipalium kewense. D. multilineatum a un ventre clair.

### Galerie

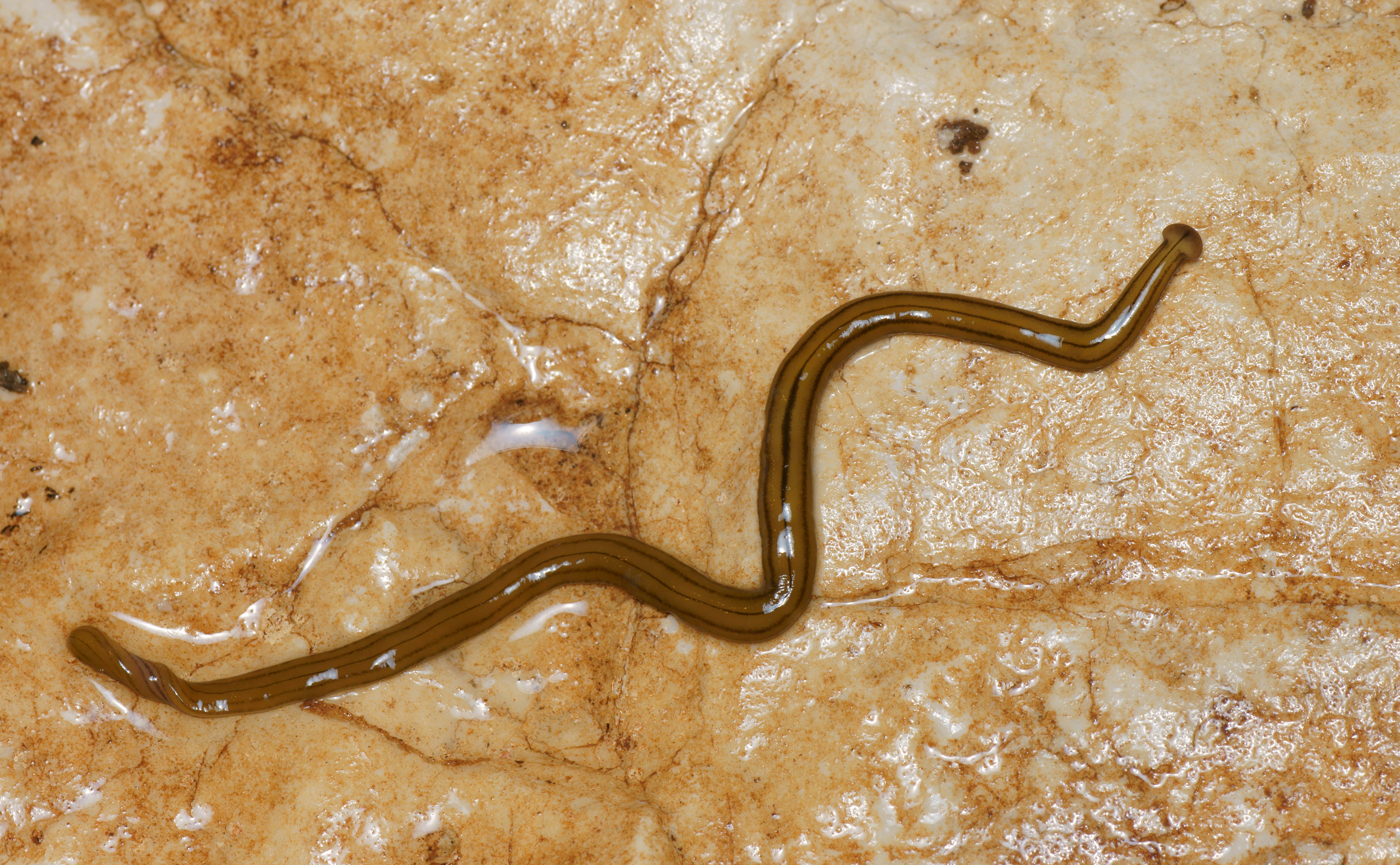
Dos de Diversibipalium multilineatum.
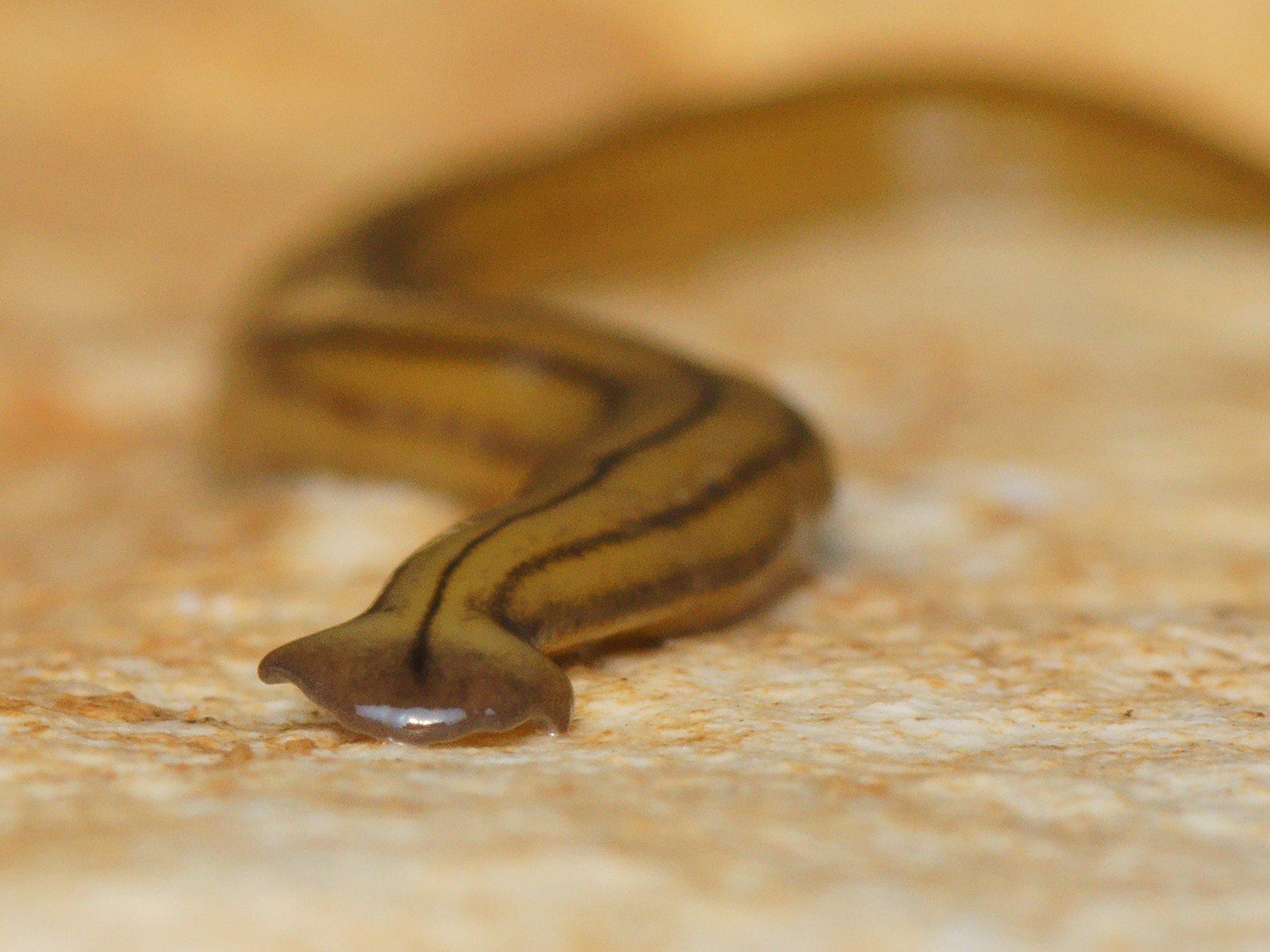
Tête de Diversibipalium multilineatum.
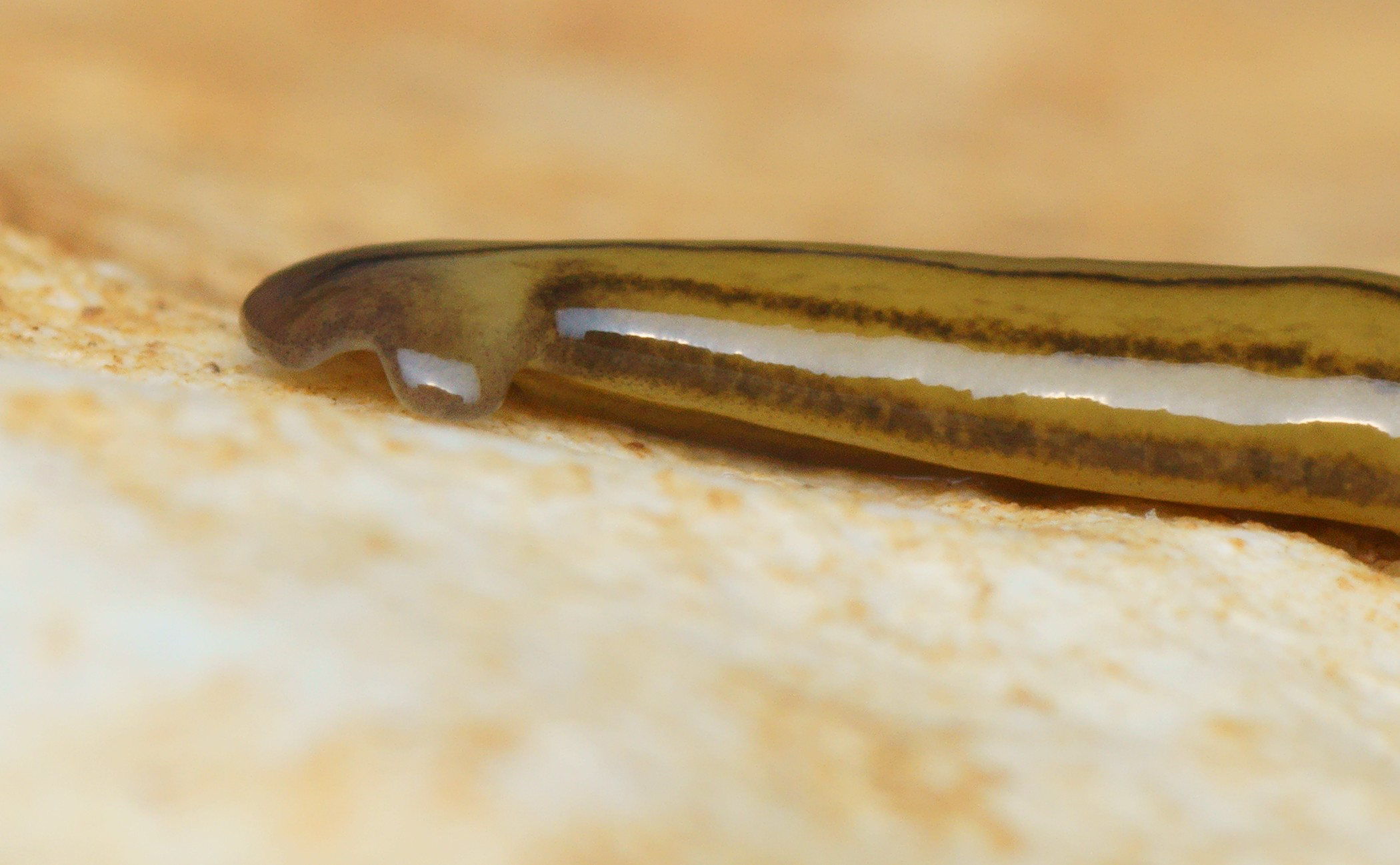
Tête de Diversibipalium multilineatum.
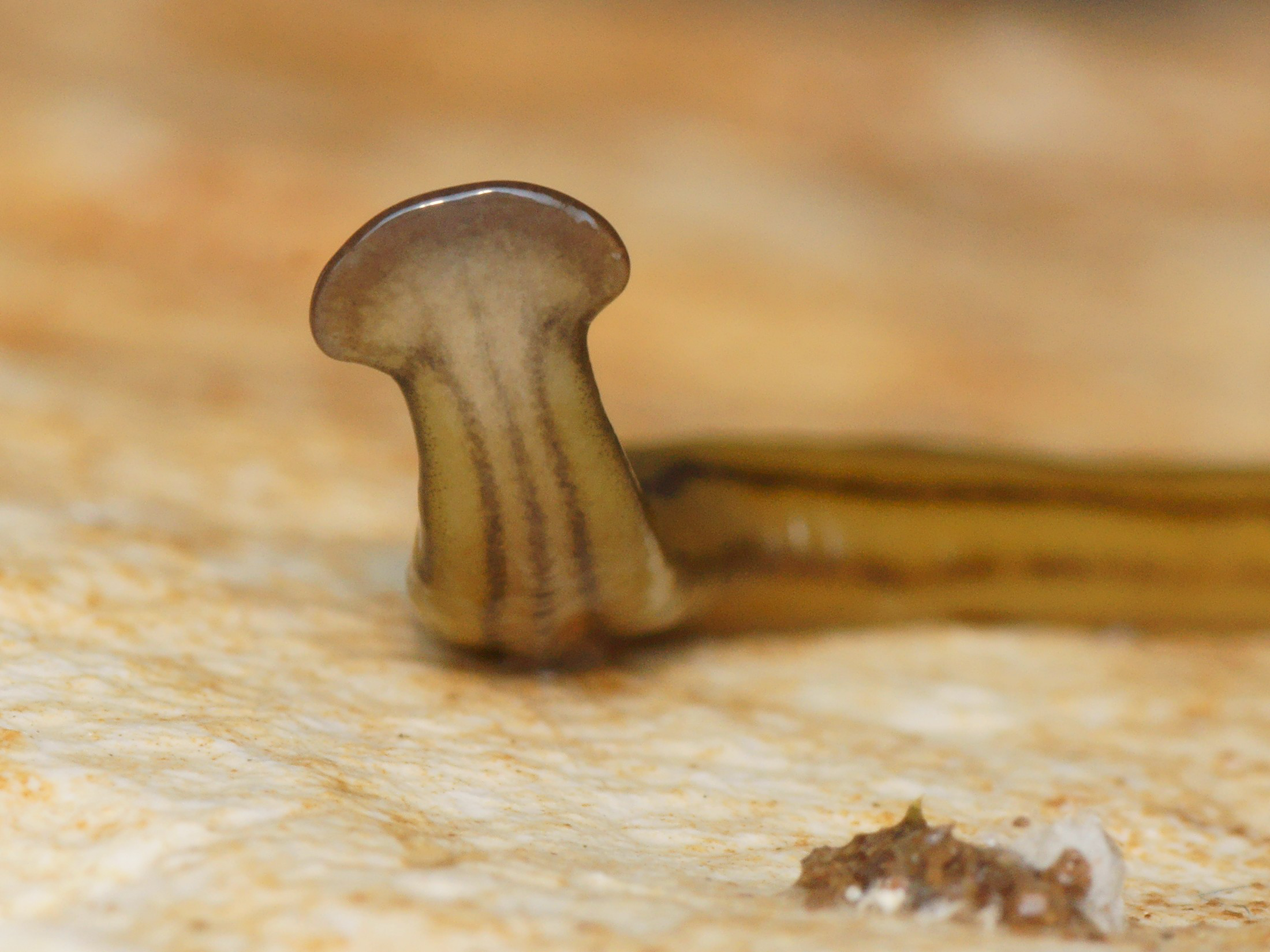
Tête de Diversibipalium multilineatum.
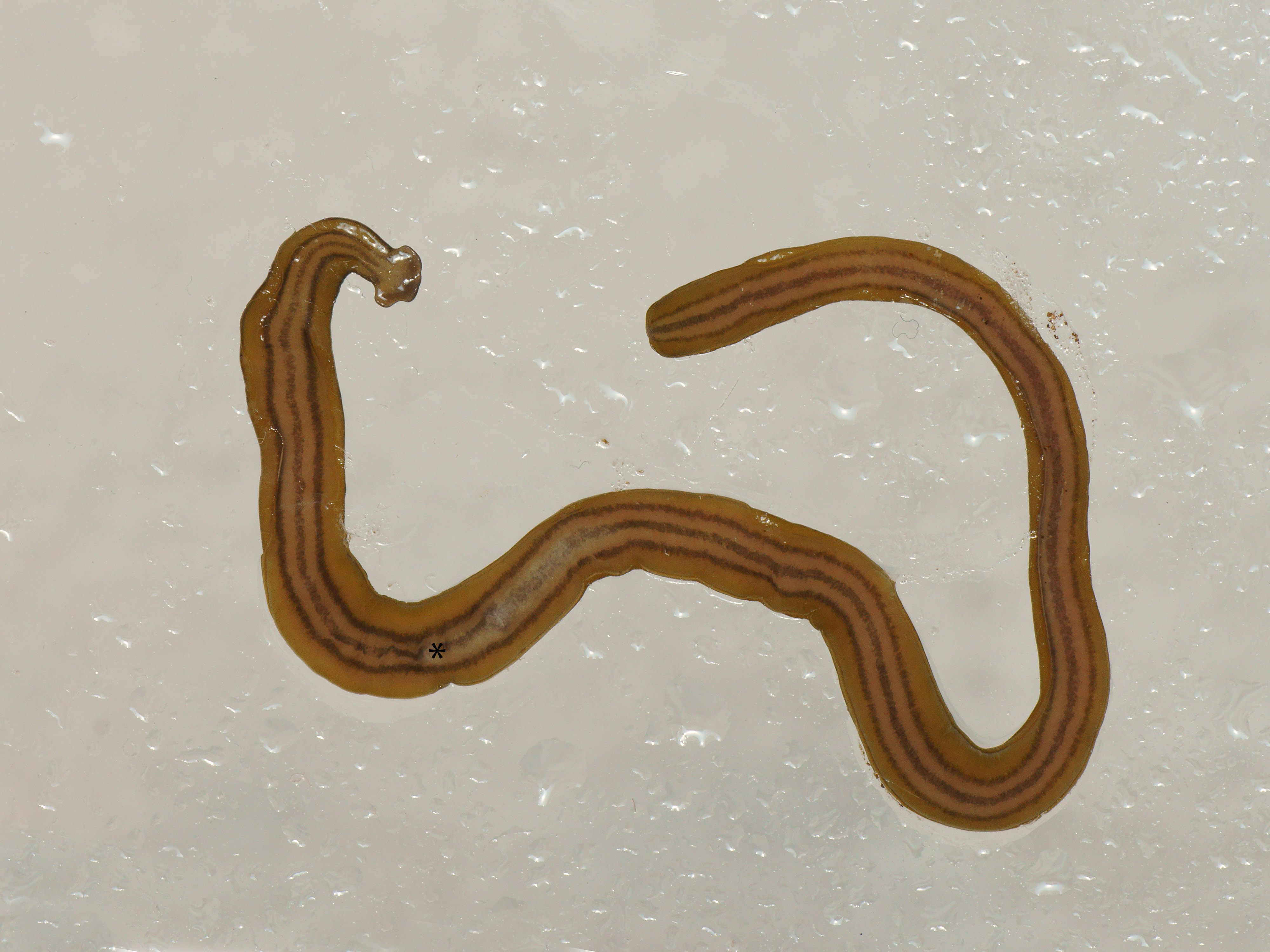
Vue ventrale de Diversibipalium multilineatum.

## Écologie et comportement

### Invasivité
Les espèces de Geoplanidae sont cryptiques et échappent souvent à l'attention, ce qui facilite leur diffusion involontaire dans le monde, et limite les chances de les détecter précocement quand ils ont été introduits hors de leur zone naturelle de répartition. La mondialisation du commerce des plantes favorise en outre leur diffusion. En France, plusieurs espèces de vers plats géants présentent les caractéristiques d'une espèce introduite et potentiellement invasive (espèce exotique envahissante).

#### En France
C'est l'une des cinq espèces signalées sur le territoire français, outre-mer y compris.
Après avoir supposé ou espéré que les quelques premiers individus signalés n'étaient sans doute que des ravageurs confinés dans quelques serres tropicales, une étude de type Science participative a été lancée pour mieux apprécier la répartition de plusieurs vers plats exotiques introduits en France (dont une espèce qui s'attaque aux escargots : Platydemus manokwari). 
Jean-Lou Justine et ses collègues du Muséum ont lancé un appel à signalement en demandant qu'on leur envoie des photographies de gros vers à tête large observés en France. 
Après un tri permettant d'éliminer les images de sangsues, limaces, chenilles ou autres invertébrés tubulaires sont apparues des photos ou vidéos de plusieurs espèces de ces vers exotiques, avec dès 1999 une vidéo amateur présentant l'un d'entre eux et 110 autres observations de grands vers plats faites de 1999 à 2017. Dans un cas au moins, ces vers étaient nombreux, il s'agit en 2013 du témoignage d'enfants et de leurs parents impressionnés, voire effrayés par ce qui semblait à certains d'entre eux être une masse de petits serpents en train de se tordre sur une aire de jeu ; il s'agissait aussi de vers plats. Dans quelques cas ces observateurs-citoyens ont envoyé un échantillon préservés à JL. Justine au Muséum pour examen. Trois espèces ont ainsi pu être identifiées en France, dont Bipalium kewense (décrit pour la première fois au jardin de Kew Gardens où il s'était déjà abondamment reproduit). Le sud de la France semble plus touché, très probablement en raison d'un microclimat plus favorable (a priori ces vers plats ont besoin d'étés humides et d'hivers assez doux pour survivre). En France d'Outre mer, un ver plat, bleu brillant a aussi été découvert à Mayotte.
Selon les données disponibles en Angleterre, Écosse et Irlande, les « vers plats géants » néozélandais introduit au Royaume-Uni font déjà un tel prélèvement de vers de terre que les rendements des herbacées ont chuté de 6 pour cent dans les zones les plus touchées. On ne peut pas encore évaluer de combien ils ont altéré la biodiversité française mais JL Justine et ses collègues alertent sur le fait qu'ils sont des prédateurs dangereux pour de nombreuses créatures utiles du sol. On ne connaît pas encore le spectre des espèces qui peuvent en pâtir.

### Alimentation
Diversibipalium multilineatum consomme des invertébrés du sol, en particulier les vers de terre. Comme les autres vers plats géants à tête de marteau, cette espèce sécrète de la tétrodotoxine (poison leur permettant de paralyser leurs proies). Il peut ainsi s'attaquer à des invertébrés plus gros que lui.

## Distribution

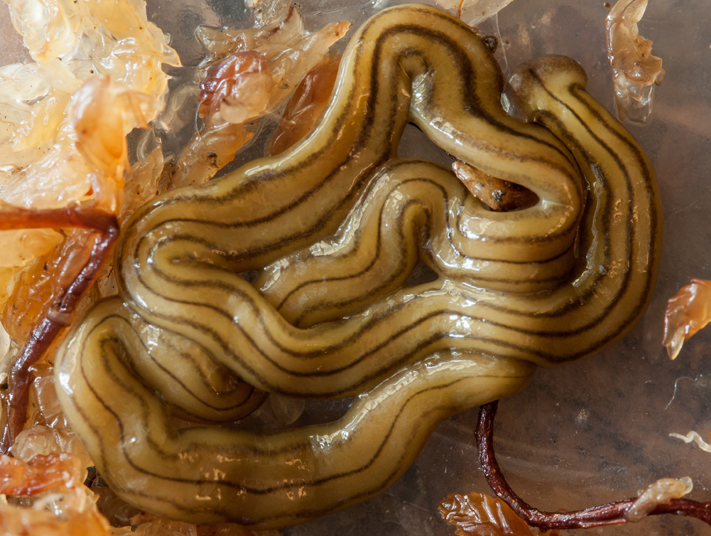
Diversibipalium multilineatum photographié en Italie: vue dorsale du corps avec ses lignes caractéristiques

Cette espèce est originaire du Japon,.
Sa présence est rapportée en 2016 pour la première fois en dehors d'Asie, à Bologne en Italie (à partir de spécimens récoltés en septembre 2014) et à Léguevin en France. C'est donc une espèce étrangère introduite en Europe. 
Un travail de science participative a montré que l'espèce est présente dans plusieurs départements en France, dont surtout les Pyrénées-Atlantiques .

## Systématique
Le nom valide complet avec auteur de ce taxon est Diversibipalium multilineatum (Makino (d) & Shirasawa (d), 1983).
Diversibipalium multilineatum a pour synonyme Bipalium multilineatum Makino & Shirasawa, 1983.

### Publication originale
1. ↑  
(ja) Naoya Makino et Yasuko Shirasawa, « Morphological and ecological comparison with two new species of elongated-slender land planarians having several stripes and their new scientific names », Bulletin of Tokyo Medical College, vol. 9, no 1,‎ 1983, p. 69-83 [Résumé en anglais]